# 진용복
진용복(陳庸馥, 1962년 1월 20일 ~ )은 대한민국의 정치인이다. 제9·10대 경기도의원을 역임했다.

## 학력
- 수성고등학교
- 충북대학교 토목공학과
- 경희대학교 행정대학원 사회복지학 석사

## 경력
- 경기도어린이집연합회 회장
- 경기도보육정책포럼 부회장
- 2014.07 ~ 2018.06: 제9대 경기도의회 의원
- 2018.07 ~ 2022.06 : 제10대 경기도의회 의원

## 역대 선거 결과
|  | 43.78% |

|  | 68.46% |